# Квалификације за Конкакафов шампионат
Ова страница је резиме квалификација за Златни куп Конкакафа, процеса кроз који пролазе фудбалски тимови националног савеза придружених Конкакафу да би се квалификовали за Златни куп Конкакафа.
Конкакафов златни куп је међународно фудбалско такмичење које се одржава сваке две године између земаља Северне Америке, укључујући Централну Америку и Карибе. Постојало је неколико формата квалификација који одређују земље које ће учествовати на финалном турниру.

## Еволуција формата
|                                  | 1963 | 1965 | 1967 | 1969 | 1971 | 1973 | 1977 | 1981 | 1985 | 1989 | 1991 | 1993 | 1996 | 1998 | 2000 | 2002 | 2003 | 2005 | 2007 | 2009 | 2011 | 2013 | 2015 | 2017 | 2019 | 2021 |
| -------------------------------- | ---- | ---- | ---- | ---- | ---- | ---- | ---- | ---- | ---- | ---- | ---- | ---- | ---- | ---- | ---- | ---- | ---- | ---- | ---- | ---- | ---- | ---- | ---- | ---- | ---- | ---- |
| Укупно пријављених               | 2    | 8    | 8    | 10   | 12   | 14   | 15   | 15   | 10   | 10   | 21   | 27   | 26   | 30   | 33   | 31   | 29   | 38   | 32   | 33   | 37   | 32   | 33   | 31   | 34   | 41   |
| Квалификовано кроз квалификацију | 1    | 1    | 4    | 5    | 3    | 5    | 5    | 5    | 4    | 5    | 4    | 5    | 5    | 6    | 6    | 6    | 7    | 7    | 7    | 9    | 9    | 9    | 9    | 9    | 10   | 15   |
| Аутоматски се квалификовало      | 8    | 5    | 2    | 1    | 3    | 0    | 0    | 0    | 1    | 0    | 4    | 3    | 3    | 3    | 2    | 3    | 3    | 3    | 3    | 3    | 3    | 3    | 3    | 3    | 6    | 0    |
| Укупно финалиста                 | 9    | 6    | 6    | 6    | 6    | 6    | 6    | 6    | 9    | 5    | 8    | 8    | 9    | 10   | 12   | 12   | 12   | 12   | 12   | 12   | 12   | 12   | 12   | 12   | 16   | 16   |

1. ↑  Подаци се односе само на квалификације (аутоматски квалификовани се не рачунају).

### Преглед
Од 1963. до 1989. године одигране су регионалне квалификације за сваку подконфедерацију.
Од 1991. до 2017. коришћени су слични процеси квалификације. Места у Златном купу додељена су свакој од подконфедерација: Северноамеричком фудбалском савезу (НАФУ), Карипском фудбалском савезу (ФСК) и Централноамеричком фудбалском савезу (УНКАФ). Обично би НАФУ добио три места на турниру, а преостала места су подељена између ФСК и УНЦАФ. Пошто НАФУ има само три члана, свака земља (Канада, Мексико, Сједињене Државе) би се аутоматски квалификовала. ФСК и УНКАФ би користили резултате Карипског купа и Копа Центроамерикана да би одредили своје учеснике у Златном купу.
Од 1996. до 2005. године, неке нације изван региона Конкакафа добиле су позивнице за Златни куп и нису морале да се квалификују. Од 1998. до 2003. године и поново од 2015. до 2017. године одржани су специфични квалификациони турнири да би се одредило једно или два коначна места у Златном купу.
За Златни куп Конкакафа 1998., два места додељена Карипској фудбалској унији требало је да буду додељена победницима Карипског купа 1996. и 1997. године. Пошто су Тринидад и Тобаго освојили оба турнира, одигран је плеј-оф у једном мечу између две другопласиране репрезентације.
За Златни куп Конкакафа 2000. Канада се није квалификовала аутоматски већ се такмичила у плеј-офу по кругу, заједно са две земље са Кариба и једном из Централне Америке. Прва два тима би се квалификовала за Златни куп.
Коначно место на Златни куп Конкакафа 2002. одређено је двомечем плеј-офа између четвртопласираног тима на Купу Кариба 2001. и четвртопласираног тима на Ункафовом купу нација 2001. године. Овај формат би се поново користио 2015. и 2017. године.
Карипски куп пре Златног купа Конкакафа 2003. није био одржаван, да би се одредило учеснике ФСКа. Уместо тога, одржан је једнократни Квалификациони турнир ФСК да би се одредила два учесника Златног купа и два учесника плеј-офа. Два карипска тима придружила се четвртопласирани тим на Ункафовом купу нација 2003. у плеј-офу по кругу за два места у Златном купу.
Од 2007. до 2017. ниједна нација изван региона Конкакафа није учествовала у Златном купу. Турнир са 12 екипа састојао се од три северноамеричка, пет централноамеричких и четири карипска тима. За турнире 2015. и 2017, пето место у Централној Америци додељено је победнику плеј-офа у две утакмице у којем су учествовали петопласирани тимови из Копа Центроамерикана и Купа Кариба. Тим Централне Америке је у оба наврата изборио плеј-оф.
Почевши од Златног купа Конкакафа 2019. године, квалификације су повезане са Лигом нација Конкакафа. Једнократни квалификациони турнир Конкакафа Лиге нација, одржан у сезони 2018/19, одредио је десет од шеснаест учесника Златног купа. За Златни куп Конкакафа 2021. додељено је дванаест места на основу резултата Лиге нација Конкакафа 2019/20, позив је добио Катар, а последња три места су одређена из два кола плеј-офа квалификација.

## Репрезентације учеснице
Сви национални тимови који су чланови Конкакафа имају право да уђу у квалификације за Златни куп. Укупно 41 различит ентитет покушао је да се квалификује за Златни куп. Због политичких промена, једна од репрезентација ентитета је играла под именом Холандски Антили али сада више не постоји.
| Година | Дебитант | Дебитант | Дебитант | Наследник | Преименован |
| Година | Репрезентација | Бр.      | Ук       | Наследник | Преименован |
| ------ | --- | -------- | -------- | --------- | ----------- |
| 1963   | Салвадор, Хаити, Холандски Антили | 3        | 3        |           |             |
| 1965   | Гватемала, Хондурас, Никарагва | 3        | 6        |           |             |
| 1967   | Куба, Јамајка, Панама, Тринидад и Тобаго                                                                                                  | 4        | 10       |           |             |
| 1969   | Бермуди, Костарика, Мексико, Сједињене Државе                                                                                             | 4        | 14       |           |             |
| 1971   | Гвајана, Суринам | 2        | 16       |           |             |
| 1973   | Антигва и Барбуда, Канада, Порторико | 3        | 19       |           |             |
| 1977   | Барбадос, Доминиканска Република | 2        | 21       |           |             |
| 1981   | Гренада | 1        | 22       |           |             |
| 1985   | | 0        | 22       |           |             |
| 1989   | | 0        | 22       |           |             |
| 1991   | Ангвила, Британска Девичанска Острва, Кајманска Острва, Француска Гвајана, Гваделуп, Мартиник, Монтсерат, Сент Китс и Невис, Света Луција | 9        | 31       |           |             |
| 1993   | Доминика, Сент Винсент и Гренадини, Свети Мартин (Х)                                                                                      | 3        | 34       |           |             |
| 1996   | Аруба, Белизе | 2        | 36       |           |             |
| 1998   | | 0        | 36       |           |             |
| 2000   | Бахами, Теркс и Кејкос, Америчка Девичанска Острва                                                                                        | 3        | 39       |           |             |
| 2002   | Saint-Martin | 1        | 40       |           |             |
| 2003   | | 0        | 40       |           |             |
| 2005   | | 0        | 40       |           |             |
| 2007   | | 0        | 40       |           |             |
| 2009   | | 0        | 40       |           |             |
| 2011   | | 0        | 40       |           |             |
| 2013   | | 0        | 40       | Курасао   |             |
| 2015   | Бонер | 1        | 41       |           |             |
| 2017   | | 0        | 41       |           |             |
| 2019   | | 0        | 41       |           |             |
| 2021   | | 0        | 41       |           |             |
| 2023   | | 0        | 41       |           |             |

Тимови наследници наслеђују резултате бивших тимова (по подацима Конкакафа и ФИФАе)
1. ↑  Аутоматски се квалификовао за првенство Конкакафа 1963. као домаћин.
2. ↑  Аутоматски се квалификовао за првенство Конкакафа 1965. као домаћин.
3. 1 2  Бонер и Синт Мартен су се раније такмичили као део Холандских Антилаs (1958–2010).

Тимови који се такмиче као делови других тимова
1. 1 2  Фудбалска репрезентација Холандских Антила распала се након Златног купа Конкакафа 2011. године.